# توماس باستوس
توماس باستوس (بالبرتغالية: Tomas Almino da Silva Bastos‏) (30 أبريل 1992 في البرازيل - ) هو لاعب كرة قدم برازيلي في مركز الوسط . لعب مع بوتافوغو ريغاتاس وJ. Malucelli Futebol ‏ ونادي بوا إيسبورت ونادي الحمريه.

## وصلات خارجية
- توماس باستوس على موقع قاعدة بيانات كرة القدم.إي يو (الإنجليزية)
- توماس باستوس على موقع Soccerway.com (الإنجليزية)